# Sainte-Marie-de-Ré
Sainte-Marie-de-Ré település Franciaországban, Charente-Maritime megyében. Lakosainak száma 3392 fő (2022. január 1.). Sainte-Marie-de-Ré Le Bois-Plage-en-Ré, La Flotte és Rivedoux-Plage községekkel határos.

## Népesség
A település népessége az elmúlt években az alábbi módon változott:
| Lakosok száma | 1195 | 1317 | 1806 | 3027 | 3323 | 3379 | 3366 | 3363 | 3356 | 3392 |
|               | 1968 | 1982 | 1990 | 2006 | 2013 | 2015 | 2017 | 2019 | 2020 | 2022 |